# Abierto Mexicano de Tenis 2009
L'Abierto Mexicano de Tenis 2009, conosciuto anche con il nome di Abierto Mexicano Telcel 2009 per motivi di sponsorizzazione, è stato un torneo di tennis giocato sulla terra rossa. È stata la 16ª edizione del torneo maschile, facente parte della categoria ATP World Tour 500 series nell'ambito dell'ATP World Tour 2009, e la 9ª del torneo femminile facente parte della categoria WTA International nell'ambito del WTA Tour 2009. Sia il torneo maschile che quello femminile si sono giocati nel Fairmont Acapulco Princess ad Acapulco in Messico dal 23 al 28 febbraio 2009.

## Partecipanti ATP

### Teste di serie
| Giocatore         | Nazionalità | Ranking* | Testa di serie |
| ----------------- | ----------- | -------- | -------------- |
| David Nalbandian  | Argentina   | 12       | 1              |
| Gaël Monfils      | Francia     | 10       | 2              |
| Tommy Robredo     | Spagna      | 15       | 3              |
| Nicolás Almagro   | Spagna      | 21       | 4              |
| José Acasuso      | Argentina   | 43       | 5              |
| Albert Montañés   | Spagna      | 38       | 6              |
| Marcel Granollers | Spagna      | 46       | 7              |
| Carlos Moyá       | Spagna      | 48       | 8              |

- Ranking al 23 febbraio 2009.

### Altri partecipanti
Giocatori che hanno ricevuto una Wild card:
- Santiago González
- Bruno Echagaray
- Juan Ignacio Chela

Giocatori passati dalle qualificazioni:

- Daniel Köllerer
- Pablo Cuevas
- Rubén Ramírez Hidalgo
- Olivier Patience

## Partecipanti WTA

### Teste di serie
| Giocatrice                  | Nazionalità     | Ranking* | Testa di serie |
| --------------------------- | --------------- | -------- | -------------- |
| Venus Williams              | Stati Uniti     | 5        | 1              |
| Flavia Pennetta             | Italia          | 15       | 2              |
| Carla Suárez Navarro        | Spagna          | 35       | 3              |
| Iveta Benešová              | Repubblica Ceca | 34       | 4              |
| Gisela Dulko                | Argentina       | 39       | 5              |
| Lucie Šafářová              | Repubblica Ceca | 47       | 6              |
| Tathiana Garbin             | Italia          | 59       | 7              |
| María José Martínez Sánchez | Spagna          | 53       | 8              |

- Ranking al 13 febbraio 2009..

### Altre partecipanti
Giocatrici che hanno ricevuto una Wild card:
- Anna Orlik
- Émilie Loit
- Melissa Torres Sandoval

Giocatrici passate dalle qualificazioni:

- Ioana Raluca Olaru
- Arantxa Parra Santonja
- Gréta Arn
- Viktorija Kutuzova
- Ágnes Szávay (lucky loser)

## Campioni

### Singolare maschile
Nicolás Almagro ha battuto in finale  Gaël Monfils, 6–4, 6–4
- Per Almagro è stato il 1º titolo stagionale e il suo 5º titolo ottenuto in carriera. Almagro ha ottenuto la sua 2ª vittoria di questo torneo, avendolo già ottenuto nel 2008.

### Singolare femminile
Venus Williams ha battuto in finale  Flavia Pennetta, 6–1, 6–2
- Per Williams è stato il 2º titolo stagionale, nonché il suo 41º titolo in carriera.

### Doppio maschile
František Čermák /  Michal Mertiňák hanno battuto in finale  Łukasz Kubot /  Oliver Marach, 4–6, 6–4, 10–7

### Doppio femminile
Nuria Llagostera Vives /  María José Martínez Sánchez def.  Lourdes Domínguez Lino /  Arantxa Parra Santonja, 6–4, 6–2